# Zèta-functie
Een zèta-functie is in de wiskunde in de meeste gevallen een functie die veel op het oorspronkelijke voorbeeld lijkt: de Riemann-zèta-functie
{\displaystyle \zeta (s)=\sum _{n=1}^{\infty }{\frac {1}{n^{s}}}}.
De zèta is een letter van het Griekse alfabet.
Er bestaan veel meer zèta-functies, waaronder de:
- Dedekind-zèta-functie, van een getallenlichaam.
- Hasse-Weil-zèta-functie, van een variëteit.
- Hurwitz-zèta-functie, een algemene vorm van de Riemann-zèta-functie met een parameter meer.
- L-functie, een 'gedraaide' zèta-functie.
- Priem-zèta-functie. Met de Riemann-zèta-functie te vergelijken, maar alleen gesommeerd over de priemgetallen.
- Riemann-zèta-functie, het archetype.
- Witten-zèta-functie, van een Lie-groep.

- Jacobi-zèta-functie en de Weierstrass-zèta-functie. Deze zèta-functies zijn aan elliptische functies verwant, maar zijn anders dan de Riemann-zèta-functie.

## Websites
- (en)  a directory of all known zeta functions, de  bekende zèta-functies